# إميل ويبر ميك
إميل ويبر ميك (مواليد 20 أغسطس 1988) هو مُقاتل فنون قتالية مختلطة نرويجي.

## وصلات خارجية
- إميل ويبر ميك على موقع يو إف سي (الإنجليزية)
- إميل ويبر ميك على موقع شيردوغ (الإنجليزية)
- إميل ويبر ميك على موقع Tapology.com (الإنجليزية)
- إميل ويبر ميك على موقع IMDb (الإنجليزية)
- إميل ويبر ميك على موقع قاعدة بيانات الفيلم (الإنجليزية)